# Rosita Pelayo
Rosita Pelayo (ur. 19 grudnia 1958 w Meksyku, zm. 16 grudnia 2023) – meksykańska aktorka filmowa i telewizyjna.

## Wybrana filmografia
- 1997: Esmeralda jako Hilda
- 2000-2001: W niewoli uczuć jako La Güera
- 2010-2011: Llena de amor jako Flora
- 2012-2013: Qué bonito amor

## Nagrody

### Premios de la Agrupación de Críticos y Periodistas de Teatro
- 2016: Honorowa nagroda za całokształt osiągnięć 40-letniej kariery artystycznej[2]